# سپتکوویتسه (شهرستان وادوویتسه)
سپتکوویتسه (به لهستانی:  Spytkowice) یک روستا در لهستان است که در گمینا سپتکوویتسه (شهرستان وادوویتسه) واقع شده‌است. سپتکوویتسه ۳٬۷۰۰ نفر جمعیت دارد.